# Yohann Auvitu
Yohann Auvitu (* 27. Juli 1989 in Joinville-le-Pont) ist ein französischer Eishockeyspieler, der seit Oktober 2023 beim HC Vítkovice aus der tschechischen Extraliga unter Vertrag steht und dort auf der Position des Verteidigers spielt. Zuvor war Auvitu hauptsächlich in der finnischen Liiga aktiv, wo er über 320 Partien absolvierte. Zudem war er für die New Jersey Devils und Edmonton Oilers in der National Hockey League (NHL) tätig.

## Karriere
Yohann Auvitu begann seine Karriere als Eishockeyspieler in der Nachwuchsabteilung von Viry-Châtillon Essonne Hockey, in der er bis 2005 aktiv war. Anschließend wechselte der Flügelspieler in die Nachwuchsabteilung von Avalanche Mont-Blanc, für dessen Profimannschaft er von 2006 bis 2008 in der Ligue Magnus, der höchsten französischen Spielklasse, auf dem Eis stand. Daraufhin schloss er sich den U18-Junioren des finnischen Spitzenvereins JYP Jyväskylä an. Für deren Farmteam, das D Team, war er von 2009 bis 2011 Stammspieler in der zweitklassigen Mestis. Parallel gab er in der Saison 2010/11 sein Debüt in der SM-liiga für JYP. In sieben Spielen blieb er dabei punkt- und straflos. 2013 konnte er mit JYP die European Trophy gewinnen.
Seit Ende April 2014 stand Auvitu beim Helsingfors IFK unter Vertrag, mit denen er in der Saison 2015/16 Vizemeister und dabei mit der Pekka-Rautakallio-Trophäe als bester Verteidiger der Liga ausgezeichnet wurde sowie ins All-Star Team gewählt wurde. Im Anschluss entschloss sich der Abwehrspieler zu einem Wechsel nach Nordamerika und unterzeichnete einen Einjahresvertrag bei den New Jersey Devils, für die er in der National Hockey League spielt. Er wird aber auch bei deren Farmteam, den Albany Devils eingesetzt. Nach der Saison 2016/17 verlängerten die Devils den auslaufenden Vertrag des Franzosen nicht, sodass sich Auvitu im Juli 2017 als Free Agent den Edmonton Oilers anschloss.
In der Folge kehrte er im Juli 2018 nach Europa zurück, als er zum HK Sotschi in die Kontinentale Hockey-Liga (KHL) wechselte. Im Januar 2019 verließ er den Klub von der Schwarzmeerküste nach nur 25 KHL-Partien. Erst zur Saison 2019/20 fand der Verteidiger im Luleå HF aus der Svenska Hockeyligan (SHL) für eine Spielzeit einen neuen Arbeitgeber. Anschließend kehrte Auvitu für zwei Jahre zu seinem Ex-Klub Helsingfors IFK zurück. Im Sommer 2022 nahm der Franzose abermals ein Angebot aus der KHL an, wo er mit Beginn der Spielzeit 2022/23 für Neftechimik Nischnekamsk auflief. Wie vier Jahre zuvor verließ er die Liga aber bereits wieder im Januar während der laufenden Saison. Er wurde daraufhin vom Genève-Servette HC aus der Schweizer National League für den Rest des Spieljahres unter Vertrag genommen. Mit den Genfern gewann Auvitu am Saisonende die Schweizer Meisterschaft. Im Oktober 2023 schloss sich der Defensivakteur schließlich dem HC Vítkovice aus der tschechischen Extraliga an.

### International
Für Frankreich nahm Auvitu im Juniorenbereich an den U18-Junioren-Weltmeisterschaften der Division I 2006 und 2007 sowie den U20-Junioren-Weltmeisterschaften der Division I 2007, 2008 und 2009, als er zweitbester Vorbereiter hinter seinem Landsmann Stéphane Da Costa war, teil.
Im Seniorenbereich stand er im Aufgebot seines Landes bei den Weltmeisterschaften der Top-Division 2010, 2011, 2012, 2013, 2014, 2015, 2016, 2017, 2018, 2022 und 2024. Des Weiteren spielte Auvitu bei den Qualifikationsturnieren für die Olympischen Winterspiele 2014 und 2026.

## Erfolge und Auszeichnungen
| - 2008 Französischer U22-Meister mit dem HC Mont-Blanc - 2012 Finnischer Meister mit JYP Jyväskylä - 2013 European-Trophy-Gewinn mit JYP Jyväskylä - 2016 Finnischer Vizemeister mit dem Helsingfors IFK | - 2016 Pekka-Rautakallio-Trophäe - 2016 Liiga All-Star Team - 2023 Schweizer Meister mit dem Genève-Servette HC |

## Karrierestatistik
Stand: Ende der Saison 2024/25

### International
Vertrat Frankreich bei:
| - U18-Weltmeisterschaft 2006 der Division I - U20-Weltmeisterschaft 2007 der Division I - U18-Weltmeisterschaft 2007 der Division I - U20-Weltmeisterschaft 2008 der Division I - U20-Weltmeisterschaft 2009 der Division I - Weltmeisterschaft 2010 - Weltmeisterschaft 2011 - Weltmeisterschaft 2012 - Qualifikationsturnier für die Olympischen Winterspiele 2014 | - Weltmeisterschaft 2013 - Weltmeisterschaft 2014 - Weltmeisterschaft 2015 - Weltmeisterschaft 2016 - Weltmeisterschaft 2017 - Weltmeisterschaft 2018 - Weltmeisterschaft 2022 - Weltmeisterschaft 2024 - Qualifikationsturnier für die Olympischen Winterspiele 2026 |

(Legende zur Spielerstatistik: Sp oder GP = absolvierte Spiele; T oder G = erzielte Tore; V oder A = erzielte Assists; Pkt oder Pts = erzielte Scorerpunkte; SM oder PIM = erhaltene Strafminuten; +/− = Plus/Minus-Bilanz; PP = erzielte Überzahltore; SH = erzielte Unterzahltore; GW = erzielte Siegtore; 1 Play-downs/Relegation; Kursiv: Statistik nicht vollständig)